# هجوم باهالجام 2025
في 22 أبريل 2025، فتح مسلحون من "جبهة المقاومة" النار على مجموعة من السياح في وادي بيساران بالقرب من باهالجام في بمنطقة جامو وكشمير الخاضعة للإدارة الهندية، مما أسفر عن مقتل ما لا يقل عن 28 شخصًا وإصابة أكثر من 20 آخرين. يُعد الهجوم أحد أعنف الهجمات في المنطقة منذ إلغاء الوضع الخاص لجامو وكشمير، وكان الأكثر دموية من نوعه في الهند منذ هجمات مومباي عام 2008، واستهدف مدنيين، ويُزعم أنه كان يهدف إلى مقاومة التغييرات الديموغرافية المزعومة في وادي كشمير. أعلنت جبهة المقاومة، وهي فرع من جماعة لشكر طيبة المصنفة إرهابية المتمركزة في باكستان، مسؤوليتها عن الهجوم.

## الخلفية
في عام 2019، ألغت الهند الوضع الخاص لجامو وكشمير، وقسمت الولاية إلى إقليمين يديرهما الاتحاد: جامو وكشمير، ولاداخ. منح هذا القرار السلطات المحلية الحق في إصدار حقوق الإقامة للأجانب، مما سمح لهم بشراء الأراضي والحصول على وظائف في الإقليم المتنازع عليه.
بعد إلغاء الحكم الذاتي المحدود للمنطقة، بدأت الهند حملة قمع واسعة النطاق. أدى ذلك إلى تدهور العلاقات مع باكستان وسط النزاع على كشمير. وتُحتفظ الهند بشكل دائم بما يُقدر بنحو 500,000 جندي في الإقليم.

## الهجوم
وقع الهجوم، الذي نفذه ما بين أربعة إلى ستة مسلحين، حوالي الساعة 14:50 يوم 22 أبريل في وادي بيساران بالقرب من بهالجام، وهي منطقة سياحية نائية يمكن الوصول إليها سيرًا على الأقدام أو على ظهور الخيل، في كشمير الخاضعة للإدارة الهندية. كانت المنطقة مكتظة بالزوار الذين استمتعوا بتحسن الطقس بعد أيام من الأمطار. وفقًا للناجين، خرج مسلحون يرتدون زيًا عسكريًا من الغابات القريبة وفتحوا النار على الحشد.
أفاد شهود عيان أن معظم الضحايا كانوا من الذكور، ويُزعم أن أحد المهاجمين أخبر امرأة بأنهم سيتركونها على قيد الحياة لكي "تروي الأهوال" لرئيس الوزراء الهندي ناريندرا مودي. أُطلق النار على العديد من الضحايا من مسافة قريبة، وأظهرت لقطات فيديو من مكان الحادث أشخاصًا ملطخين بالدماء ملقين على الأرض وآخرين يتوسلون للمساعدة.
أظهرت مقاطع فيديو من شهود عيان مشاهد هلع وضحايا جرحى يتوسلون المساعدة. شوهدت امرأة تصرخ طلبًا للمساعدة لزوجها، بينما كان آخرون ملقين بلا حراك في المرج. قُتل ما لا يقل عن 28 شخصًا، وأُصيب العديد بجروح خطيرة. وصلت خدمات الطوارئ إلى مكان الحادث بعد وقت قصير من وصول أنباء الهجوم إلى المقر الإداري للمنطقة. نُقل اثنان من الجرحى في حالة حرجة إلى مستشفى مقاطعة أنانتناج حوالي الساعة 16:30، بينما نُقل آخرون إلى مراكز طبية قريبة. كما نُقل بعض الجرحى جوًا بمروحيات إلى مستشفى عسكري في سريناغار لتلقي العلاج.
أُطلقت عملية بحث وتطويق مشتركة شملت الشرطة المحلية والجيش الهندي في المنطقة. واستُخدمت مروحيات لتحديد مكان المهاجمين، وفُرض حظر مؤقت في أجزاء من بهالجام.

## الضحايا
قتل ما لا يقل عن 28 مدنيًا في الهجوم، بينهم 24 سائحًا هنديًا من ولايات مختلفة، واثنان من السكان المحليين من جامو وكشمير، وسائحان أجنبيان من نيبال والإمارات العربية المتحدة. 
وأُصيب ما لا يقل عن 20 شخصًا آخرين. وشمل القتلى أشخاصًا من ولايات كارناتاكا، كيرالا، ماهاراشترا، أوديشا، غوجارات، هاريانا، غرب البنغال، وأوتار براديش، بالإضافة إلى مصابين من غوجارات، تاميل نادو، وماهاراشترا. وكان من بين الضحايا ضابط في البحرية الهندية يبلغ من العمر 26 عامًا ومسؤول في مكتب الاستخبارات.

## المسؤولية عن الهجوم
أعلنت جبهة المقاومة (TRF)، وهي جماعة مسلحة تأسست في عام 2019 في كشمير، مسؤوليتها عن الهجوم، بعد أن ألغت الهند الوضع الخاص لكشمير. تتميز حركة جبهة المقاومة عن غيرها من الجماعات الكشميرية بأنها تحمل اسمًا إنجليزيًا، على النقيض من الجماعات الكشميرية "التقليدية" التي تحمل أسماء إسلامية أكثر. تهدف جبهة المقاومة إلى تسليط الضوء على القومية الكشميرية ‏. وتقول الجبهة أنها حركة مقاومة مستقلة، في حين تعتقد الحكومة الهندية أنها فرع من جماعة لشكر طيبة المتمركزة في باكستان وحزب المجاهدين. وقد اعلنت جبهة المقاومة أن توطين ما يزيد على 85 ألف شخص من غير الكشميريين، أدى إلى إحداث تغيير ديموغرافي، وذلك من المظالم الرئيسية التي أدت إلى الهجوم.

## ردود الفعل المحلية
قطع رئيس الوزراء الهندي ناريندرا مودي زيارته إلى المملكة العربية السعودية وقال إن المسؤولين عن الهجوم سوف يُقدَّمون إلى العدالة، مؤكدا عزم الهند على مكافحة الإرهاب. توجه وزير الداخلية الهندي أميت شاه إلى سري نكر لتقييم الوضع وتنسيق الاستجابة الأمنية. اختصرت وزيرة المالية والشؤون المؤسسية الهندية نيرمالا سيتارامان زيارتها الرسمية إلى الولايات المتحدة وبيرو. أطلقت قوات الأمن عملية مطاردة للقبض على الجناة، وأُعلن إنشاء خط ساخن لمساعدة السياح المتضررين. وفي أعقاب الهجوم، لوحظ زيادة في عدد الزوار المغادرين من جامو وكشمير، مما دفع الخطوط الجوية الهندية إلى زيادة عدد الرحلات الجوية إلى المنطقة.
وفي أعقاب الهجوم، اندلعت موجة من المشاعر المعادية للمسلمين والكشميريين على وسائل التواصل الاجتماعي. ويُعتقد أن الهجوم أدى إلى زيادة التوترات بين الهندوس والمسلمين في الهند.
في 23 أبريل، أعطى الجيش الهندي تصريحًا محدودًا لتشغيل مروحية هال دروف لعمليات مكافحة الإرهاب.
أقيمت احتجاجات في العديد من أجزاء كشمير الخاضعة للإدارة الهندية إدانة للهجوم، بما في ذلك بعض الاحتجاجات في جامو التي ألقت باللوم على باكستان.
وفي ليلة 23 أبريل، عقد وزير الخارجية الهندي فيكرام ميسري مؤتمرا صحفيا خاصا أعلن فيه تعليق معاهدة مياه نهر السند مع باكستان مؤقتا اعتبارا من الآن حتى تتوقف باكستان عن دعمها للإرهاب عبر الحدود. اتُخذ هذا القرار بعد اجتماع مع لجنة الأمن التابعة لمجلس الوزراء ‏. وأُعلن أيضًا عن إغلاق نقطة التفتيش المتكاملة على الحدود بين أتاري وواجاه، وحظر سفر جميع المواطنين الباكستانيين إلى الهند بموجب نظام الإعفاء من تأشيرة رابطة جنوب آسيا للتعاون الإقليمي، مما أدى إلى إلغاء جميع التأشيرات الصادرة سابقًا. بالإضافة إلى ذلك، طردت الهند المستشارين العسكريين الباكستانيين العاملين في المفوضية العليا الباكستانية في نيودلهي ‏، في حين سُحب نظرائهم الهنود في إسلام آباد، كذلك فقد جرى تقليص قوة موظفي المفوضية العليا الهندية في إسلام آباد. وحذرت باكستان الهند من رد شامل ردا على هذه الإجراءات.

### التحقيق
بدأت وكالة التحقيقات الوطنية ‏ التحقيق في الهجوم بعد زيارة الموقع في 23 أبريل.
أصدرت أجهزة الأمن رسومات توضيحية لثلاثة من المسلحين المتورطين في الهجوم وذكرت أن جميعهم مرتبطون بجماعة لشكر طيبة ويُعتقد أن اثنين منهم على الأقل من الأجانب. حددت وكالات الاستخبارات سيف الله كاسوري المعروف باسم خالد، وهو قائد كبير في جماعة لشكر طيبة، باعتباره العقل المدبر للهجوم.
أصدرت شرطة جامو وكشمير ‏ رسومات توضيحية لثلاثة أفراد يُعتقد أنهم متورطون في الهجوم. رُسِمت تلك الرسومات بناءً على شهادات شهود العيان. وقد جرى التعرف على المشتبه بهم وهم آصف فوجي، وسليمان شاه، وأبو طلحة. بالإضافة إلى ذلك، يُعرف هؤلاء الأفراد بأسمائهم الرمزية: موسى، ويونس، وآصف. وربطت السلطات هذه الهجمات بالحوادث السابقة المتعلقة بالتشدد في منطقة بونش.
وأثار الهجوم إدانة واسعة النطاق من جانب الزعماء السياسيين والمجتمع المدني. حيث وصف رئيس الوزراء عمر عبد الله الحادث بأنه "أكبر بكثير من أي هجوم شهدناه على المدنيين في السنوات الأخيرة". وأعربت الرئيسة دروبادي مورمو عن تعازيها لأسر الضحايا ووصفته بأنه "عمل شنيع وغير إنساني". وأدان رئيس الوزراء الهندي ناريندرا مودي هذا العمل العنيف، وأكد أن المسؤولين عن الهجوم سيُقدمون للعدالة، مؤكدًا عزم الأمة القوي على مكافحة الإرهاب. ووصف وزير الدفاع راجناث سينغ الهجوم بأنه "عمل جبان". ووصفته النائبة عن حزب المؤتمر المعارض، بريانكا غاندي، بأنه "جريمة ضد الإنسانية". ووصف زعيم المعارضة في مجلس النواب، راؤول غاندي، الهجوم بأنه "مروع" وأكد دعمه للضحايا، وانتقاده حزب بهاراتيا جاناتا الحاكم.

## ردود الفعل الدولية
وقد أثار الهجوم أيضًا إدانات وبيانات تعازي للضحايا من عدة دول أخرى. كما أصدر الاتحاد الأوروبي والأمم المتحدة بيانات مماثلة.
أعربت وزارة الخارجية الباكستانية عن تعازيها لأسر الضحايا، ونفى وزير الدفاع الباكستاني خواجة آصف مزاعم تورط بلاده في الهجوم.
وأدانت سنغافورة الهجوم وقالت إنها ستقف إلى جانب الهند في الحرب ضد الإرهاب.